# Beyblade
Beyblade (爆転シュートベイブレード?, Bakuten Shūto Beiburēdo) è un manga scritto da Takao Aoki e pubblicato sulla rivista CoroCoro Comic a partire dal 10 agosto 1999 fino al 15 giugno 2004. La storia è incentrata su un gioco in cui vengono utilizzate trottole: due giocatori, detti blader attraverso l'uso di shooter (lanciatori) lanciano i loro beyblade (trottole) all'interno di uno stadio. I due beyblade si scontrano finché uno dei due non si ferma, viene buttato fuori dallo stadio, o finisce nelle buche laterali determinandone la sconfitta.
Dal manga è stata tratta una serie televisiva anime omonima prodotta da Yomiko Advertising e Madhouse e trasmessa su TV Tokyo a partire dall'8 gennaio 2001. In seguito sono stati prodotti due seguiti: Beyblade V-Force (爆転シュートベイブレード2002?, Bakuten Shūto Beiburēdo 2002) e Beyblade G-Revolution (爆転シュートベイブレードG-レボリューション?, Bakuten Shūto Beiburēdo Ji-Reborushon) trasmessi nel 2002 e nel 2004, per un totale di 154 episodi.
In Italia Beyblade è stato trasmesso la prima volta il 24 febbraio 2003 su Italia 1, riscuotendo molto successo.

## Trama

### Prima serie:Beyblade
Takao è un ragazzo che come tanti ama giocare a beyblade, sebbene non sia una cima. Takao un giorno entra in possesso di un Bit Power: Dragoon e grazie a quest'ultimo finirà per diventare campione nazionale del Giappone. In vista del torneo mondiale di beyblade il presidente Daitenji decide di formare la squadra dei Bladebreakers (BBA) composta dai primi quattro classificati al torneo nazionale. E così Takao, Kei, Rei e Max girano per il mondo sfidando avversari sempre più forti per vincere l'ambito titolo di campioni del mondo. Tuttavia un'organizzazione malvagia cercherà di approfittare del torneo per lanciarsi alla conquista del mondo sfruttando l'immenso potere generato dai Bit Power.

### Seconda serie:Beyblade V-Force
Un'organizzazione segreta vuole sfruttare i poteri dei Bit Power, e per farlo sono disposti a tutto, anche a rapire l'intera squadra per farla combattere contro i suoi elementi migliori: lo Psycho Team. Inoltre esiste una setta chiamata Scudi Sacri il cui obiettivo invece è quello di sigillare i Bit Power perché considerati troppo pericolosi per l'umanità.

### Terza serie:Beyblade G-Revolution
È passato un anno dall'ultimo torneo mondiale ed è tempo per i Bladebreakers di difendere il titolo. Tuttavia, la vecchia squadra si scioglie perché ognuno vuole sfidare Takao. A differenza degli altri tornei in questo si combatte in coppia al meglio dei tre match. A Takao viene affiancato Daichi: un ragazzino che si crede il n. 1, mentre l'allenatore della squadra è nientemeno che Hitoshi Kinomiya, (alias Jin del vento) fratello maggiore di Takao. Una volta vinto il torneo Takao dovrà vedersela contro Vorkov che nel frattempo ha spodestato il vecchio presidente Daitenji e mira a fare diventare il Beyblade uno sport professionistico. Per fermare Vorkov viene organizzato uno scontro al meglio dei cinque match fra i Bladebreakers e la BEGA che determinerà il futuro del Beyblade. Per questa sfida Takao ha bisogno di una nuova squadra che sarà composta da Max, Rei, Kei e Daichi.

## Bit Power
I Bit Power (nel fumetto Bit Beast) sono creature che raffigurano degli animali, figure leggendarie e creature mitologiche, essi animano i beyblade di quasi tutti i blader di grande rango aumentando vertiginosamente la loro forza. Nella prima e nella seconda serie di Beyblade tutti cercano di impadronirsi di quattro di essi, i quattro Bit Power leggendari posseduti dai quattro protagonisti della storia.
Takao trova il Drago Azzurro in una spada presente nel dojo di suo nonno Ryonosuke, Max trova la Tartaruga in un cimelio di sua madre e Rei lo riceve dal saggio della tribù della tigre bianca come dono, in quanto ritenuto il più adatto. Non è invece noto come Kai abbia ottenuto l'Aquila Rossa, anche se nel manga la vediamo incarnarsi in Dranzer durante uno scontro con Takao per il possesso di Dragoon (bramato da Kai per il bit power). Sempre nel manga è Hitoshi (il fratello di Takao) travestito da Jin della Tempesta a dare a Takao Dragoon.
I Bit Power possono anche unirsi o fondersi tra loro come accade durante la prima serie contro Yuri e nella seconda con Zeo.
Nella prima serie si possono vedere anche altri Bit Power. Sono i quattro della squadra cinese, White Tigers, con la quale si scontreranno i BBA nella finale del campionato cinese (cioè il primo). I proprietari sono Lai, Mao, Gao e Kiki che rispettivamente possiedono i Bit del leone nero, la lince, l'orso e la scimmia. Gli attacchi speciale dei tre Bit (leone, lince e scimmia) sono rispettivamente: il fulmine, l'attacco felino e l'attacco della scimmia ubriaca. Altri ancora sono quelli della squadra americana, gli All Starz composta da Emily, Michael, Eddie e Steve. Steve possiede il bit power del bufalo, Eddie quello dello scorpione, Michael possiede il bit power dell'aquila e infine Emily un alligatore e quelli del Team delle Tenebre, ispirati alle creature del cinema horror: Vlad ha il vampiro, Howling il licantropo, Jad il Mostro di Frankenstein e Kairone una mummia. Penultima squadra mostrata in possesso di bit power sono gli European Dream con il campione francese Olivier con il bit power dell'unicorno, il campione italiano Gianni con il bit power dell'anfesibena, il campione inglese Andrew con il bit power della salamandra ed infine il campione tedesco, il più forte dei quattro, con il bit power del grifone. L'ultima squadra assoluta che ha mostrato i Bit Power sono i Demolition Boys, la squadra russa agli ordini dell'organizzazione Borg, i cui membri possiedono i Bit Power del Lupo, della Balena, della Vipera e del Falco, a cui s'aggiunge la fenice (o aquila) nera custodita nel Bayblade Black Dranzer, creato da Vorkov.
Nella seconda serie Jideon un uomo senza scrupoli, riesce a far creare dal suo gruppo di scienziati i Bit Power Digitali, ovvero una riproduzione artificiale delle creature dei Bladebreakers. Successivamente Zagart, l'uomo che sta realmente dietro al gruppo di scienziati, riesce a prendere la roccia dei bit power originali, originariamente scoperta da lui stesso e dal presidente Daitenji nel 1972, e a estrarne i bit power (si tratta dei bit power della volpe, del ragno, del furetto, un tirannosauro rex, due kraken, di Otro e infine di Cerbero).
Nella serie appaiono inoltre i bit power del gruppo degli Scudi Sacri (leopardo, gorilla, mammut e squalo) e quelli di King e Queen (capra e ariete).

## Media

### Manga
Il manga di Beyblade è stato serializzato in Giappone dal 10 agosto 1999 al 15 giugno 2004 sulla rivista CoroCoro Comic edita da Shogakukan. I vari capitoli sono stati poi raccolti in quattordici volumi tankōbon pubblicati dal 28 gennaio 2000 al 28 luglio 2004.
In Italia invece arrivò nel 2003, a cadenza mensile, edito dalla Play Press, col nome di Beyblade - Accetti la sfida?. Per l'edizione italiana, i traduttori hanno usato i nomi della serie TV per i vari personaggi, tuttavia il nome della squadra europea (chiamata nell'anime European Dreams) ha mantenuto il nome originale di Majestic.
La storia del manga si discosta molto da quella dell'anime, in particolare per il ruolo minore del nonno di Kai, dall'assenza dei personaggi della B.E.G.A. e della suddetta organizzazione, e per l'apparizione di Hitoshi già dal primo volume.
L'immagine di copertina illustrata in questa pagina rappresenta un volume dell'edizione francese (della Planet Manga); il manga in Italia è stato interrotto, la prima stampa si è interrotta al volume 9, mentre la seconda stampa al volume 5, entrambe edite della Play Press.
Dal 15 luglio 2016, Takao Aoki ha iniziato a lavorare a un sequel del manga originale, intitolato Bakuten Shoot Beyblade: Rising (爆転シュート ベイブレード ライジング?, Bakuten Shūto Beiburēdo: Raijingu), ambientato dopo le vicende di G-Revolution. La serie è stata serializzata sulla rivista CoroCoro Aniki dal 15 luglio 2016 al 15 marzo 2021; successivamente i capitoli conclusivi sono stati pubblicati sul sito online di CoroCoro il 15 e il 25 giugno 2021. I capitoli sono stati raccolti in quattro volumi tankōbon, pubblicati tra il 12 dicembre 2017 e l'11 agosto 2021. Questa serie è tuttora inedita in Italia.

#### Volumi
| Beyblade (14 volumi)                      |                   |                        |                  |
| 1                                         | 28 gennaio 2000   | ISBN 978-4-09-141403-8 | 8 luglio 2003    |
| 2                                         | 28 luglio 2000    | ISBN 978-4-09-141404-5 | 9 luglio 2003    |
| 3                                         | 25 dicembre 2000  | ISBN 978-4-09-141405-2 | 5 agosto 2003    |
| 4                                         | 28 giugno 2001    | ISBN 978-4-09-141406-9 | 7 ottobre 2003   |
| 5                                         | 28 novembre 2001  | ISBN 978-4-09-141407-6 | 11 novembre 2003 |
| 6                                         | 28 febbraio 2002  | ISBN 978-4-09-141408-3 | 12 novembre 2003 |
| 7                                         | 27 luglio 2002    | ISBN 978-4-09-141409-0 | 5 dicembre 2003  |
| 8                                         | 28 ottobre 2002   | ISBN 978-4-09-141410-6 | 15 gennaio 2004  |
| 9                                         | 28 febbraio 2003  | ISBN 978-4-09-141429-8 | 11 febbraio 2004 |
| 10                                        | 28 giugno 2003    | ISBN 978-4-09-141430-4 | —                |
| 11                                        | 27 settembre 2003 | ISBN 978-4-09-143131-8 | —                |
| 12                                        | 24 dicembre 2003  | ISBN 978-4-09-143132-5 | —                |
| 13                                        | 28 maggio 2004    | ISBN 978-4-09-143133-2 | —                |
| 14                                        | 28 luglio 2004    | ISBN 978-4-09-143134-9 | —                |
| Bakuten Shoot Beyblade: Rising (4 volumi) |                   |                        |                  |
| 1                                         | 12 dicembre 2017  | ISBN 978-4-09-142580-5 | —                |
| 2                                         | 11 aprile 2019    | ISBN 978-4-09-143018-2 | —                |
| 3                                         | 12 novembre 2020  | ISBN 978-4-09-143247-6 | —                |
| 4                                         | 11 agosto 2021    | ISBN 978-4-09-143335-0 | —                |

### Anime

Il logo della serie nella sigla iniziale

#### Doppiaggio
| Personaggio (Nome originale) | Personaggio (Nome italiano) | Doppiatore originale | Doppiatore italiano       |
| ---------------------------- | --------------------------- | -------------------- | ------------------------- |
| Takao Kinomiya               | Takao                       | Motoko Kumai         | Simone D'Andrea           |
| Max Mizuhara                 | Max                         | Ai Orikasa           | Nicola Bartolini Carrassi |
| Rei Kon                      | Ray                         | Aya Hisakawa         | Francesco Orlando         |
| Kai Hiwatari                 | Kei                         | Urara Takano         | Luca Bottale              |
| Kyōju                        | Professor Kappa             | Hōko Kuwashima       | Davide Garbolino          |
| Hiromi Tachibana             | Hilary                      | Shiho Kikuchi        | Tosawi Piovani            |
| Daichi Sumeragi              | Daichi                      | Nao Nagasawa         | Cinzia Massironi          |

#### Staff del doppiaggio italiano
- Studio di doppiaggio: Merak Film - Milano (serie 1, 2 e 3; film)
- Direzione del doppiaggio: Graziano Galoforo (serie 1, 2 e 3; film), Loredana Nicosia (serie 2)
- Dialoghi italiani:
  - Marina Mocetti Spagnuolo, Biancamaria De Rossi, Luisella Sgameglia, Tullia Piredda, Graziano Galoforo (serie 1)
  - Marina Mocetti Spagnuolo, Luisella Sgameglia, Tullia Piredda, Elisabetta Cesone, Laura Brambilla (serie 2)
  - Marina Mocetti Spagnuolo, Luisella Sgameglia, Elisabetta Cesone, Laura Brambilla, Francesca Bielli (serie 3)
  - Luisella Sgammeglia, Elisabetta Cesone (film)

#### Il doppiaggio italiano nella prima serie
- Nella versione italiana della prima serie sono stati mantenuti i nomi originali della prima serie ma sono stati omessi i cognomi.
- Nella versione originale Kai non chiama mai Takao per nome ma sempre per cognome (Kinomiya).
- La sigla BBA sta per Beyblade Battle Association, ma nell'edizione italiana è stata cambiata in Bladebreakers.

#### Emittenti
| Stato               | Canale/i televisivo                                            |
| ------------------- | -------------------------------------------------------------- |
| Giappone            | TV Tokyo                                                       |
| Italia              | Italia 1, Italia Teen Television, Boing, Hiro, Cartoon Network |
| Ungheria            | TV2                                                            |
| Corea del Sud       | SBS                                                            |
| Regno Unito         | Cartoon Network, Toonami, Channel 5, POP!, S4C, Kix!           |
| Stati Uniti         | Kids' WB, Jetix, Toon Disney, ABC Family                       |
| Indonesia           | Spacetoon                                                      |
| Australia           | Network Ten, Fox Kids                                          |
| India               | Marvel HQ                                                      |
| Canada              | YTV, Teletoon                                                  |
| Austria             | ORF 2                                                          |
| Francia             | Gulli, France 2                                                |
| Spagna              | Clan TVE, La 2                                                 |
| Nicaragua           | Canal 2                                                        |
| Uruguay             | Cartoon Network                                                |
| Arabia Saudita      | Ajyal TV                                                       |
| Argentina           | Telefe                                                         |
| Brasile             | Cartoon Network                                                |
| Germania            | Super RTL                                                      |
| Emirati Arabi Uniti | Dubai One, Spacetoon                                           |
| Costa Rica          | Canal 4                                                        |

#### Il doppiaggio italiano a partire dalla seconda serie
Le serie successive sono state acquistate a livello internazionale dalla statunitense Nelvana, ma in Italia si è deciso di continuare a attingere dalla versione giapponese e di usare i nomi italiani (cioè quelli giapponesi senza cognome) per avere continuità.
Il titolo italiano della seconda serie Beyblade V-Force è lo stesso usato dagli USA. La "V" sta per "Vulcan" (si può notare oltretutto che la sigla della seconda serie V-Force è rimasta invariata anche per la terza serie G-Revolution).
Nell'edizione statunitense sono stati cambiati alcuni nomi: ad esempio, Takao Kinomiya diventa Tyson Granger, Rei diventa Rey, Max Mizuhara diventa Max Tate ecc. Difatti nel videogioco per Game Boy Advance Beyblade G-Revolution alcuni nomi risultano sballati, in quanto è presente un mix tra i nomi statunitensi e quelli originali/italiani.
Nella seconda serie, nell'edizione italiana, il personaggio Hiromi ha cambiato nome in Hilary, così come successo per Jusuf, diventato Jessie, così come il personaggio Ozuma dove, nell'edizione originale, nei primi 2 episodi si fa chiamare "Mister X", rivelando in seguito il suo vero nome; mentre nell'edizione italiana continua a rimanere Mister X. Questi cambiamenti risalgono originalmente agli adattamenti statunitensi.
Nel promo di Beyblade - The Movie andato in onda su Hiro, Takao viene chiamato Tyson (nome dell'edizione statunitense), nonostante nel film il personaggio venga chiamato col nome originale.
In tutte le 3 serie, nell'adattamento statunitense furono aggiunti 3 personaggi inventati (sebbene le voci sono presenti): Dizzi (un bit-power presente nel computer del Professor Kappa), AJ Topper e Brad Best (i commentatori presenti nei tornei di Beyblade). Questi personaggi sono assenti nella versione Italiana, che deriva dall'originale giapponese, mentre nelle versioni internazionali, derivate dalla versione statunitense, sono presenti.

#### Edizione home video italiana
In Italia, è uscita in VHS solo la prima serie, per conto della De Agostini. Le sigle sono quelle italiane. In seguito è stata pubblicata sempre in videocassetta ed anche in DVD da Eagle Pictures, dove vengono nuovamente utilizzate le sigle italiane e l'audio è disponibile sia in giapponese che in italiano (quest'ultima caratteristica è presente solo nell'edizione in DVD).

#### Sigle

##### Beyblade
Questa serie ha una sigla di apertura e una di chiusura con immagini inedite create appositamente. Nella versione italiana i temi originali sono sostituiti dalla sigla italiana scritta da Alessandra Valeri Manera, composta da Max Longhi e Giorgio Vanni e cantata dallo stesso Vanni. intitolata Beyblade, le immagini sono un mix selezionate dagli episodi e alcune dalle sigle originali.
- Fighting Spirits - Song for Beyblade dei System-B (apertura)
- Cheer Song dei System-B (chiusura)

##### Beyblade V-Force
Questa serie ha due sigle di apertura e due di chiusura con immagini inedite create appositamente. Nella versione italiana i temi originali sono sostituiti dalla sigla italiana scritta da Alessandra Valeri Manera, composta da Max Longhi e Giorgio Vanni e cantata dallo stesso Vanni intitolata Beyblade V-Force (nei titoli di coda viene erroneamente accreditata come Bayblade V-Force), le immagini sono un mix prese a caso dagli episodi e alcune dalle sigle originali.
- Off the Chains dei Toss & Turn (apertura, ep 1-21)
- Jet (ジェット?, Jetto) dei Fairy Fore (apertura, ep 22-51)
- Urban Love di Shiori (chiusura, ep 1-21)
- What's the Answer? dei Retro G-Style (chiusura, ep 22-51)

##### Beyblade G-Revolution
Questa serie ha due sigle di apertura e tre di chiusura con immagini inedite create appositamente. Nella versione italiana è stata riutilizzata la stessa sigla usata per Beyblade V-Force con le stesse immagini della seconda serie fatta eccezione del logo.
- Go Ahead ~Bokura no jidai e~ da Motoko Kumai (apertura, ep 1-32)
- Identified degli Springs (apertura, ep 33-51)
- Oh Yes!! dei Sista con Yuka (chiusura, ep. 1-17)
- Kaze no fuku basho di Makiyo (chiusura, ep. 18-31)
- Sign of Wish di Makiyo (chiusura, ep. 32-52)

### Serie successive
È la seconda generazione di Beyblade.
È la terza generazione di Beyblade.
È la quarta generazione di Beyblade.

### Film
Questo film si svolge cronologicamente tra la fine della seconda serie e l'inizio della terza.

## Eventi dal vivo

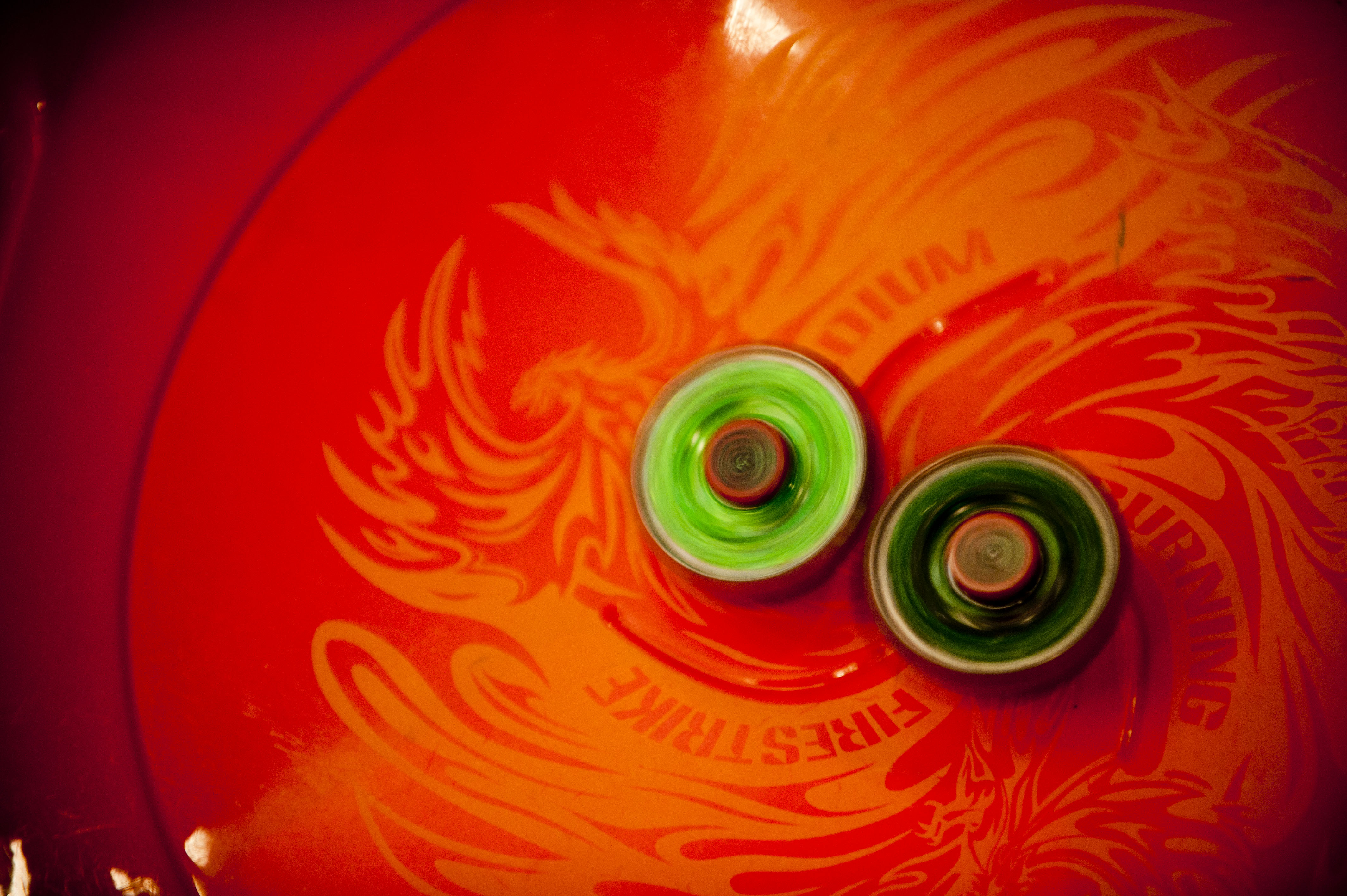
Una sfida tra due beyblade

Il gioco del Beyblade è divenuto uno sport dal vivo, viene praticato in alcune fumetterie o in veri e propri tornei ufficiali tenuti dall'ente mondiale "WBO" (World Beyblade Organization).
Il primo evento italiano risale al 28/29 novembre 2009 alla fiera di Dadi.com a Crema.

## Merchandising
L'azienda produttrice di giocattoli Takara Tomy ha lanciato il suo franchise nel 1999 sponsorizzando le tre serie animate di Beyblade tra il 2001 ed il 2003.